# Đường giới hạn khả năng sản xuất
Đường giới hạn khả năng sản xuất (tiếng Anh: Production possibility frontier, viết tắt là PPF)
Trong kinh tế vĩ mô, một đường giới hạn sản xuất (PPF), đường cong khả năng sản xuất (PPC), hoặc ranh giới khả năng sản xuất (PPB) là một biểu diễn đồ họa hiển thị tất cả các lựa chọn đầu ra có khả năng có trong hai món hàng hóa có thể được sản xuất bằng cách sử dụng tất cả các yếu tố sản xuất, trong đó các nguồn lực nhất định được sử dụng đầy đủ và hiệu quả trên một đơn vị thời gian. PPF minh họa một số khái niệm kinh tế, chẳng hạn như hiệu quả phân bổ, tính kinh tế theo quy mô, chi phí cơ hội (hoặc tỷ lệ chuyển đổi cận biên), hiệu quả sản xuất và sự khan hiếm tài nguyên (vấn đề kinh tế cơ bản mà tất cả các xã hội phải đối mặt).
Sự đánh đổi này thường được xem xét cho một nền kinh tế nhưng cũng áp dụng cho từng cá nhân, hộ gia đình và tổ chức kinh tế. Một hàng hóa chỉ có thể được sản xuất bằng cách chuyển nguồn lực từ các hàng hóa khác. do đó sản xuất ít hàng hóa đó hơn.
Giới hạn về mặt đồ họa của sản xuất cho số lượng đầu vào nhất định, đường cong PPF cho thấy mức sản xuất tối đa có thể có của một mặt hàng đối với bất kỳ mức sản xuất nhất định nào của mặt hàng khác, dựa trên tình trạng công nghệ hiện có. Bằng cách đó, nó xác định hiệu quả sản xuất trong bối cảnh của tập hợp sản xuất đó: một điểm trên đường biên biểu thị việc sử dụng hiệu quả các đầu vào sẵn có (chẳng hạn như các điểm B, D và C trong biểu đồ), một điểm bên dưới đường cong (chẳng hạn như A) biểu thị sự kém hiệu quả và một điểm nằm ngoài đường cong (chẳng hạn như X) biểu thị sự không thể thực hiện được.
PPF thường được vẽ dưới dạng cong lên hoặc hướng ra ngoài so với gốc tọa độ ("lõm" khi nhìn từ gốc tọa độ), nhưng chúng có thể được biểu diễn dưới dạng lồi xuống (hướng vào trong) hoặc nét dài (thẳng), tùy thuộc vào một số giả thuyết.

Hình 1: Đường giới hạn khả năng sản xuất

Sự dịch chuyển ra bên ngoài của PPC là kết quả của sự tăng trưởng về khả năng sẵn có của đầu vào, chẳng hạn như vốn vật chất hoặc lao động, hoặc từ tiến bộ công nghệ về cách chuyển đổi đầu vào thành đầu ra. Ví dụ, sự thay đổi như vậy phản ánh sự tăng trưởng kinh tế của một nền kinh tế đang hoạt động với năng suất tối đa (theo PPF), có nghĩa là hiện nay có thể sản xuất được nhiều hơn cả hai loại sản phẩm trong một khoảng thời gian nhất định mà không phải từ bỏ sản lượng của một trong hai hàng hóa. Ngược lại, PPF sẽ dịch chuyển vào trong nếu lực lượng lao động giảm, nguồn cung nguyên liệu thô cạn kiệt hoặc thiên tai làm giảm nguồn vốn vật chất.
Tuy nhiên, hầu hết các cơn suy thoái kinh tế không phản ánh rằng có thể sản xuất ít hơn mà là nền kinh tế đã bắt đầu hoạt động dưới mức đường giới hạn, vì thông thường, cả tầng lớp lao động đều thiếu việc làm và nguồn tiền bị thiếu hụt, do đó không hoạt động.
Trong kinh tế vi mô, PPF hiển thị các lựa chọn mở ra cho một cá nhân, hộ gia đình hoặc công ty trong một thế giới có hai mặt hàng. Theo định nghĩa, mỗi điểm trên đường cong đều có hiệu quả về mặt năng suất, nhưng do tính chất của nhu cầu thị trường, một số điểm sẽ mang lại nhiều lợi nhuận hơn những điểm khác. Điểm cân bằng đối với một công ty sẽ là sự kết hợp của các đầu ra trên PPF mang lại lợi nhuận cao nhất.
Từ góc độ kinh tế vĩ mô , PPF minh họa khả năng sản xuất có sẵn cho một quốc gia hoặc nền kinh tế trong một khoảng thời gian nhất định đối với các loại sản phẩm đầu ra. Theo lẽ thường, nó được sử dụng để thể hiện sự chuyển động giữa việc cam kết tất cả nguồn vốn để tiêu dùng trên trục y và đầu tư trên trục x. Tuy nhiên, một nền kinh tế có thể đạt được hiệu quả sản xuất mà không nhất thiết phải có hiệu quả phân bổ. Thất bại thị trường (như cạnh tranh không lành mạnh hoặc các tác động bên ngoài) và một số thể chế ra quyết định xã hội (như chính phủ và tính truyền thống) có thể dẫn đến sự kết hợp sai lầm giữa các hàng hóa được sản xuất (do đó sự kết hợp sai lầm các nguồn lực được phân bổ giữa việc sản xuất hai hàng hóa) so với những gì người tiêu dùng mong muốn, dựa trên những gì khả thi trên PPF.

## Vị trí

Hình 2: Mở rộng đường giới hạn khả năng sản xuất

Hai yếu tố chính quyết định vị trí của PPF tại bất kỳ thời điểm nào là tình trạng công nghệ và chuyên môn quản lý (được phản ánh qua các hàm sản xuất sẵn có ) và số lượng các yếu tố sản xuất sẵn có (nguyên vật liệu, lao động trực tiếp và chi phí chung của nhà máy).
Chỉ những điểm trên hoặc trong PPF mới thực sự có thể đạt được trong thời gian ngắn. Về lâu dài, nếu công nghệ được cải thiện hoặc nếu nguồn cung các yếu tố sản xuất tăng lên thì khả năng sản xuất cả hai hàng hóa của nền kinh tế sẽ tăng lên; nếu tiềm năng này được nhận ra thì tăng trưởng kinh tế sẽ diễn ra. Sự gia tăng đó được thể hiện bằng sự dịch chuyển của đường giới hạn khả năng sản xuất sang phải. Ngược lại, một thảm họa tự nhiên, quân sự hoặc sinh thái có thể đẩy PPF sang bên trái để ứng phó với việc giảm năng lực sản xuất của nền kinh tế. Do đó, tất cả các điểm trên hoặc trong đường cong đều là một phần của tập sản xuất : sự kết hợp các hàng hóa mà nền kinh tế có khả năng sản xuất.
Nếu hai hàng hóa sản xuất được mô tả là đầu tư vốn (để tăng khả năng sản xuất trong tương lai) và hàng hóa tiêu dùng hiện tại thì mức đầu tư trong năm nay càng cao thì PPF sẽ dịch chuyển càng nhiều trong những năm tiếp theo. Sự dịch chuyển của đường cong có thể thể hiện mức độ tiến bộ công nghệ hỗ trợ khả năng sản xuất của một mặt hàng, chẳng hạn như súng, hơn mặt hàng kia làm dịch chuyển PPF ra ngoài nhiều hơn dọc theo trục của hàng hóa được ưa chuộng, "thiên vị" khả năng sản xuất theo hướng đó. Tương tự, nếu một hàng hóa sử dụng nhiều vốn hơn và nếu vốn tăng nhanh hơn các yếu tố khác thì khả năng tăng trưởng có thể thiên về hàng hóa thâm dụng vốn. Ngoài ra, sự thay đổi trong PPF có thể cho thấy rằng có sự cải tiến về công nghệ hoặc hàng hóa sử dụng vốn hàng hóa.

## Cách biểu hiện
Để có thể biểu hiện đường này, người ta giả định rằng trên thị trường chỉ có hai món hàng được kinh doanh và nguồn lực là không thay đổi trong mọi thời điểm. 

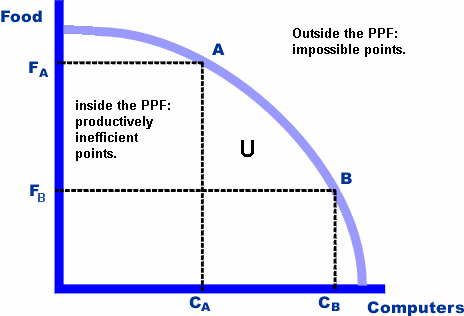
Đường giới hạn khả năng sản xuất liên quan đến thực phẩm và máy tính

Chúng ta có thể lấy ví dụ từ hình bên. Giả sử chúng ta chỉ sản xuất được hai mặt hàng đó chính là thực phẩm và máy tính, thực phẩm được biểu diễn bằng trục tung, máy tính được biểu diễn bằng trục hoành, giao điểm của hai trục là gốc tọa độ. Ở đây, chúng ta thấy hai điểm A và B. Có gì đặc biệt ở hai điểm này? Nếu chúng ta nhìn kỹ, chúng ta có thể thấy rằng ở điểm A, số lượng thực phẩm nhiều hơn số lượng máy tính, còn ở điểm B, số lượng máy tính lại nhiều hơn số lượng thực phẩm. Có thể giải thích rằng: Do nguồn lực không thay đổi (bởi vì ta giả định là như vậy) nên để có thể sản xuất nhiều máy tính hơn thì bắt buộc ta phải từ bỏ việc sản xuất một số lượng thực phẩm nào đó và ngược lại để sản xuất nhiều thực phẩm hơn thì ta phải từ bỏ việc sản xuất một số lượng máy tính. Việc từ bỏ như vậy được gọi là chi phí cơ hội.

## Tính chất

### Hiệu suất
Xem thêm: Hiệu quả năng suất, Hiệu quả Pareto, và Hiệu quả phân bổ

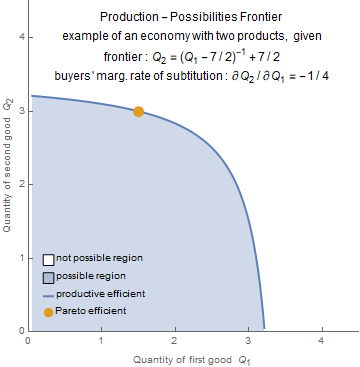
Hình 3: Đường giới hạn khả năng sản xuất của một nền kinh tế với hai sản phẩm minh họa “Hiệu quả Pareto”

Biên giới khả năng sản xuất mô tả số lượng/số lượng đầu ra (hàng hóa/dịch vụ) tối đa mà một nền kinh tế có thể đạt được, với các nguồn lực cố định (các yếu tố sản xuất) và tiến bộ công nghệ cố định.
- Các điểm nằm trên hoặc dưới đường giới hạn/đường cong khả năng sản xuất là có thể (possible)/có thể đạt được (attainable): số lượng có thể được sản xuất bằng nguồn lực và công nghệ hiện có.

- Những điểm nằm phía trên đường giới hạn/đường cong khả năng sản xuất là không thể (not possible)/không thể đạt được (unattainable) vì số lượng không thể được sản xuất bằng cách sử dụng nguồn lực và công nghệ hiện có.

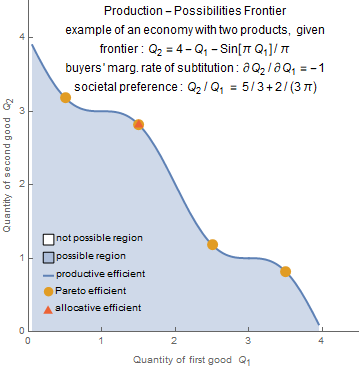
Hình 4: Các điểm biên vi phạm hiệu quả phân bổ

- Những điểm nằm ngay bên dưới đường biên/đường cong là không hiệu quả , bởi vì nền kinh tế có thể sản xuất nhiều hơn ít nhất một loại hàng hóa mà không phải từ bỏ việc sản xuất bất kỳ hàng hóa nào khác, với nguồn lực và công nghệ hiện có.
- Các điểm nằm trên đường biên/đường cong là hiệu quả.

Những điểm “không thể đạt” được có thể đạt được thông qua thương mại bên ngoài và tăng trưởng kinh tế. Ví dụ bao gồm nhập khẩu tài nguyên và công nghệ cũng như sự gia tăng sản xuất hàng hóa và dịch vụ.
Cụ thể, tại tất cả các điểm trên đường biên, nền kinh tế đạt được hiệu quả sản xuất: không thể đạt được thêm sản lượng của bất kỳ hàng hóa nào từ những đầu vào nhất định mà không phải từ bỏ sản lượng của một số hàng hóa.
Một số điểm hiệu quả năng suất là “hiệu quả Pareto”: không thể tìm thấy bất kỳ giao dịch nào mà không làm cho người tiêu dùng bị thiệt hại. “hiệu quả Pareto” được hoàn thành khi tỷ lệ chuyển đổi biên (độ dốc của đường biên/chi phí cơ hội của hàng hóa) bằng với tỷ lệ thay thế biên của tất cả người tiêu dùng .
Tương tự, không phải tất cả các điểm “hiệu quả Pareto” trên đường biên đều có hiệu quả phân bổ. Hiệu quả phân bổ chỉ đạt được khi nền kinh tế sản xuất với số lượng phù hợp với sở thích của xã hội.
PPF thường có dạng đường cong minh họa ở trên. Một nền kinh tế đang hoạt động theo đường PPF được cho là hiệu quả, nghĩa là không thể sản xuất nhiều hơn một mặt hàng này mà không giảm sản lượng mặt hàng kia. Ngược lại, nếu nền kinh tế đang hoạt động dưới đường cong, nó được cho là hoạt động kém hiệu quả vì nó phân bổ lại các nguồn lực để sản xuất nhiều hàng hóa hơn hoặc một số nguồn lực như lao động hoặc vốn đang ở trạng thái không hoạt động và có thể được sử dụng toàn bộ để sản xuất nhiều hơn cả hai hàng hóa.
Ví dụ, nếu người ta giả định rằng số lượng các yếu tố sản xuất sẵn có của nền kinh tế không thay đổi theo thời gian và tiến bộ công nghệ không xảy ra, nếu nền kinh tế đang vận hành theo đường PPF thì việc sản xuất súng sẽ cần phải từ bỏ để sản xuất nhiều bơ hơn. Nếu sản xuất hiệu quả, nền kinh tế có thể lựa chọn giữa các kết hợp (điểm) trên PPF: B nếu súng được quan tâm, C nếu cần thêm bơ, D nếu cần có hỗn hợp bơ và súng bằng nhau.
Trong PPF, tất cả các điểm trên đường cong là các điểm có hiệu quả sản xuất tối đa (không thể đạt được thêm sản lượng của bất kỳ hàng hóa nào từ các đầu vào nhất định mà không phải hy sinh sản lượng của một số hàng hóa); tất cả các điểm bên trong đường biên (chẳng hạn như A) có thể được tạo ra nhưng không hiệu quả về mặt năng suất; tất cả các điểm bên ngoài đường cong (chẳng hạn như X) không thể được tạo ra bằng các tài nguyên hiện có đã cho. Tuy nhiên, không phải tất cả các điểm trên đường cong đều có hiệu quả Pareto; chỉ trong trường hợp tỷ lệ chuyển đổi biên bằng với tỷ lệ thay thế biên của tất cả người tiêu dùng và do đó bằng tỷ lệ giá cả thì mới không thể tìm thấy bất kỳ giao dịch nào không làm cho người tiêu dùng nào bị thiệt hại.
Bất kỳ điểm nào nằm trên đường cong khả năng sản xuất hoặc ở bên trái của nó đều được coi là điểm có thể đạt được: nó có thể được sản xuất bằng nguồn lực hiện có. Các điểm nằm bên phải đường cong khả năng sản xuất được cho là không thể đạt được vì chúng không thể được sản xuất bằng nguồn lực hiện có. Những điểm nằm hoàn toàn bên trái đường cong được cho là không hiệu quả, bởi vì các nguồn lực hiện có sẽ cho phép sản xuất nhiều hơn ít nhất một loại hàng hóa mà không phải hy sinh việc sản xuất bất kỳ hàng hóa nào khác. Điểm hiệu quả là điểm nằm trên đường cong khả năng sản xuất. Tại bất kỳ thời điểm nào như vậy, chỉ có thể sản xuất ra nhiều hàng hóa hơn bằng cách sản xuất ít hàng hóa kia hơn.
Để thảo luận sâu hơn về các loại thước đo hiệu quả khác nhau (Farrell, Hyperbolic, Định hướng, Chi phí, Doanh thu, Lợi nhuận,  v.v.) và các mối quan hệ của chúng, hãy xem Sickles và Zelenyuk (Chương 3, 2019).

### Tỷ lệ chuyển đổi cận biên

Hình 5: Tốc độ chuyển đổi cận biên tăng lên khi quá trình chuyển đổi được thực hiện từ AA sang BB.

Độ dốc của đường giới hạn khả năng sản xuất (PPF) tại bất kỳ điểm nào được gọi là tỷ lệ chuyển đổi biên (MRT). Độ dốc xác định tốc độ mà việc sản xuất một mặt hàng có thể được chuyển hướng (bằng cách phân bổ lại các nguồn lực sản xuất) sang sản xuất mặt hàng kia. Nó còn được gọi là "chi phí cơ hội" (cận biên) của một hàng hóa, nghĩa là, nó là chi phí cơ hội của X tính theo Y ở mức cận biên. Nó đo lường số lượng hàng hóa Y được bỏ ra để có thêm một đơn vị hàng hóa X hoặc ngược lại. Hình dạng của PPF thường được vẽ lõm về phía gốc để biểu thị chi phí cơ hội ngày càng tăng khi sản lượng hàng hóa tăng lên. Do đó, MRT tăng kích thước tuyệt đối khi di chuyển từ phía trên bên trái của PPF xuống phía dưới bên phải của PPF.
Tỷ lệ chuyển đổi cận biên có thể được biểu thị bằng một trong hai loại hàng hóa. Chi phí cơ hội cận biên của súng tính theo bơ đơn giản là nghịch đảo của chi phí cơ hội cận biên của bơ tính theo súng. Ví dụ: nếu độ dốc (tuyệt đối) tại điểm BB trong sơ đồ bằng 2 thì để sản xuất thêm một gói bơ thì phải hy sinh việc sản xuất 2 khẩu súng. Nếu tại AA , chi phí cơ hội biên của bơ tính theo súng là 0,25 thì việc hy sinh một khẩu súng có thể tạo ra 4 gói bơ và chi phí cơ hội của súng tính theo bơ là 4.

## Hình dạng
Đường giới hạn khả năng sản xuất có thể được xây dựng từ đường cong hợp đồng trong biểu đồ hộp sản xuất Edgeworth về cường độ yếu tố. Ví dụ được sử dụng ở trên (thể hiện chi phí cơ hội ngày càng tăng, với đường cong lõm về phía gốc) là dạng PPF phổ biến nhất. Nó thể hiện sự chênh lệch về cường độ yếu tố và công nghệ của hai lĩnh vực sản xuất. Nghĩa là, khi nền kinh tế ngày càng chuyên môn hóa nhiều hơn vào một sản phẩm (chẳng hạn như chuyển từ điểm B sang điểm D ), chi phí cơ hội của việc sản xuất sản phẩm đó sẽ tăng lên vì chúng ta đang sử dụng ngày càng nhiều nguồn lực kém hiệu quả hơn trong việc sản xuất ra sản phẩm đó. Với việc sản xuất bơ ngày càng tăng, công nhân trong ngành sản xuất súng sẽ chuyển sang làm việc đó. Lúc đầu, những công nhân súng có trình độ kém nhất (hoặc phổ thông nhất) sẽ được chuyển sang sản xuất nhiều bơ hơn, và việc di chuyển những công nhân này ít ảnh hưởng đến chi phí cơ hội của việc tăng sản lượng bơ: tổn thất trong sản xuất súng sẽ nhỏ. Tuy nhiên, chi phí sản xuất các đơn vị bơ liên tiếp sẽ tăng lên khi các nguồn lực ngày càng chuyên môn hóa vào sản xuất súng được chuyển sang ngành công nghiệp bơ.
Nếu chi phí cơ hội không đổi thì PPF đường thẳng (tuyến tính) được tạo ra. Trường hợp này phản ánh tình trạng các nguồn lực không chuyên biệt và có thể thay thế cho nhau mà không phải trả thêm chi phí. Các sản phẩm yêu cầu nguồn lực tương tự (ví dụ như bánh mì và bánh ngọt) sẽ có PPF gần như thẳng và do đó chi phí cơ hội gần như không đổi. Cụ thể hơn, với hiệu suất không đổi theo quy mô, có hai cơ hội cho PPF tuyến tính: nếu chỉ có một yếu tố sản xuất cần xem xét hoặc nếu tỷ lệ cường độ yếu tố trong hai lĩnh vực không đổi ở tất cả các điểm trong quá trình sản xuất- đường cong khả năng Tuy nhiên, với lợi nhuận thay đổi theo quy mô, nó có thể không hoàn toàn tuyến tính trong cả hai trường hợp.
Với tính kinh tế theo quy mô, PPF sẽ cong vào trong, với chi phí cơ hội của một hàng hóa giảm khi hàng hóa đó được sản xuất nhiều hơn. Chuyên môn hóa trong việc sản xuất các đơn vị hàng hóa liên tiếp sẽ quyết định chi phí cơ hội của nó (ví dụ từ phương pháp sản xuất hàng loạt hoặc chuyên môn hóa lao động).

Hình 6c: PPF nghịch đảo: chi phí cơ hội giảm

Hình 6a: PPF tiêu chuẩn: chi phí cơ hội ngày càng tăng

Hình 6b: PPF đường thẳng: chi phí cơ hội không đổi

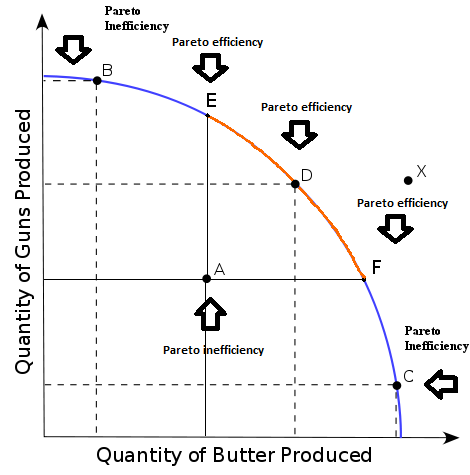
Các điểm nằm trong, trên và ngoài đường giới hạn khả năng sản xuất

Nhìn vào hình bên, ta thấy các điểm trên đó có gì đặc biệt? Vị trí của chúng cho ta biết rất nhiều điều. Nếu ta đang không sử dụng hết nguồn lực của mình, ta sẽ rơi vào trạng thái mà điểm A thể hiện. Nếu ta sử dụng hết nguồn lực của mình, ta sẽ có trạng thái của các điểm B, C, D, E, F. Còn điểm X là điểm thể hiện sự vượt giới hạn khả năng sản xuất. Đây được gọi là điểm bất khả thi. Tuy nhiên, trên thực tế, chúng ta hoàn toàn có thể đạt đến điểm này. Chúng ta cần nhớ rằng chúng ta đã giả định là nguồn lực không hề thay đổi. Thử nghĩ xem, nếu chúng ta tăng được số lượng và chất lượng của lao động, đồng thời cải tiến công nghệ sản xuất, chúng ta có thể đạt tới điểm X không? Hoàn toàn có thể. Tại các điểm như điểm X, chúng ta có thể sản xuất hai sản phẩm với số lượng nhiều hơn mỗi loại. Tập hợp các điểm như thế lại tạo cho chúng ta một đường giới hạn sản xuất mới, càng "lõm về phía trục tọa độ" như các nhà kinh tế học đã diễn giải. 

## Chi phí cơ hội
Bài chi tiết: Chi phí cơ hội

Hình 7: Tăng bơ từ A lên B mang lại ít chi phí cơ hội, nhưng đi từ C đến D thì chi phí rất lớn.

Từ điểm xuất phát ở đường biên giới, nếu không có sự gia tăng nguồn lực sản xuất thì việc tăng sản xuất hàng hóa thứ nhất sẽ kéo theo việc giảm sản xuất hàng hóa thứ hai, bởi vì các nguồn lực phải được chuyển sang hàng hóa thứ nhất và rời khỏi hàng hóa thứ hai. Các điểm dọc theo đường cong mô tả sự đánh đổi giữa hàng hóa. Sự hy sinh trong quá trình sản xuất hàng hóa thứ hai được gọi là chi phí cơ hội (vì việc tăng sản xuất hàng hóa thứ nhất đồng nghĩa với việc mất đi cơ hội sản xuất một lượng hàng hóa thứ hai). Chi phí cơ hội được đo bằng số đơn vị hàng hóa thứ hai bị bỏ đi để đổi lấy một hoặc nhiều đơn vị hàng hóa thứ nhất.
Trong bối cảnh PPF, chi phí cơ hội liên quan trực tiếp đến hình dạng của đường cong (xem bên dưới). Nếu hình dạng của đường PPF là một đường thẳng thì chi phí cơ hội không đổi khi việc sản xuất các hàng hóa khác nhau thay đổi. Tuy nhiên, chi phí cơ hội thường sẽ khác nhau tùy thuộc vào điểm bắt đầu và điểm kết thúc. Trong Hình 7, sản xuất thêm 10 gói bơ, ở mức sản lượng bơ thấp, tốn 5 khẩu súng (thể hiện là chuyển động từ A đến B ). Tại điểm C, nền kinh tế đã gần đạt sản lượng bơ tiềm năng tối đa. Để sản xuất thêm 10 gói bơ phải hy sinh 50 khẩu súng (như chuyển động từ C đến D). Tỷ lệ lãi và lỗ được xác định bởi tốc độ chuyển đổi cận biên.